# NGC 2877
NGC 2877 је галаксија у сазвежђу Хидра која се налази на NGC листи објеката дубоког неба.
Деклинација објекта је + 2° 13' 43" а ректасцензија 9h 25m 47,1s. Привидна величина (магнитуда) објекта NGC 2877 износи 14,3 а фотографска магнитуда 15,3. NGC 2877 је још познат и под ознакама MCG 0-24-15, CGCG 6-43, ARAK 201, IRAS 09231+0226, PGC 26738.